# Мікаель Бодегас
Мікаель Бодегас (італ. Michaël Bodegas, нар. 3 травня 1987, Ла-Сейн-сюр-Мер, Франція) — італійський ватерполіст, бронзовий призер Олімпійських ігор 2016 року.

## Виступи на Олімпіадах
| Олімпіада           | Дисципліна | Місце |
| ------------------- | ---------- | ----- |
| Ріо-де-Жанейро 2016 | водне поло | 3     |